# Vallon (cours d'eau)
Pour les articles homonymes, voir Vallon (homonymie).
Un vallon est un cours d'eau dont l'hydronyme incorpore l'appellatif de l'oronyme dans lequel il coule, un vallon étant une petite dépression. Le cours d'eau et la dépression portent ainsi le même nom pouvant créer une confusion. Il s'agit d'un toponyme tronqué par la suppression du terme ruisseau (ruisseau du vallon de...) fréquemment rencontré dans les départements des Alpes-Maritimes et du Var. Ce sont des cours d'eau de longueur modeste, affluents ou sous-affluents de rivières ou de fleuves recevant parfois de nombreux « vallons », ou des vallons côtiers. Ils prennent parfois l'appellation de ruisseau mais sont aussi parfois considérés non comme des cours d'eau mais comme des eaux de ruissellement.

## Étymologie
Le terme « vallon » désigne une petite vallée dans laquelle coule parfois un ruisseau. Il possède un quasi synonyme, Vallergues, terme provençal issu du latin vallinicas, « petites vallées ». Assez répandu dans le bassin cannois, « vallon » peut être employé seul ou accompagné d'un déterminant précisant sa localisation : le Vallon provençal, le Vallon de Roquebillière, le Vallon de la Foux. Le terme provençal « foux », issu du latin faucem, désigne un passage étroit dans lequel coule de l'eau. Ainsi, comme le souligne Pierre Vouland, dire le Vallon de la Foux revient à dire deux fois la même chose. La toponymie régionale n'est pas à une tautologie près puisque de la même façon Roquebillière, est formé de « roque » issu du provençal roco, « rocher escarpé », et billière ou bellière, dont la racine pré-indo-européenne bel signifie « hauteur, rocher », le doublet s'étant imposé à cause d'une perte du sens des mots au fil du temps. L'usage du contenant « vallon » (petite vallée) pour le contenu « vallon » (ruisseau) s'est répandu à de nombreux affluents et sous-affluents de rivières ou de fleuves comme aux vallons côtiers des Alpes-Maritimes et du Var du fait de l'histoire commune des deux départements.

## Alpes-Maritimes et Var
- Alpes-Maritimes
  - vallon de la Bendola 15,9 km
  - vallon de Bassera 8,5 km
  - vallon de la Minière 8,6 km
  - vallon de Caïros 13,1 km
  - vallon de la Maglia 9 km
  - vallon d'Aigue Blanche 4,9 km
  - vallon de Végay, 2,8 km
  - vallon de Fraissinet à Ascros
  - vallon de Tiragon à Mouans-Sartoux
  - vallon des Combes-Brague à Biot
  - vallon des Horts-Brague à Antibes
  - Grand Vallon à Grasse[4]
- Var
  - vallon de Maraval, 9,3 km
  - vallon de Valescure, 6,7 km
  - vallon de Vaubarnier, 2,1 km
  - vallon de la Gourre, 3,9 km
  - vallon de Rouves Gavot, 2 km
  - vallon des Caunes, 3,9 km
  - vallon du Révérencier, 3,9 km
  - vallon des Bîmes, 3,3 km
  - vallon du Fédon, 2,9 km
  - vallon de Loubier, 4,7 km
  - vallon de Valescure, 6,7 km
  - vallon des Châtaigniers, 2,8 km
  - vallon de Valbonne, 4,1 km
  - vallon du Viet, 3,1 km

## Cannes

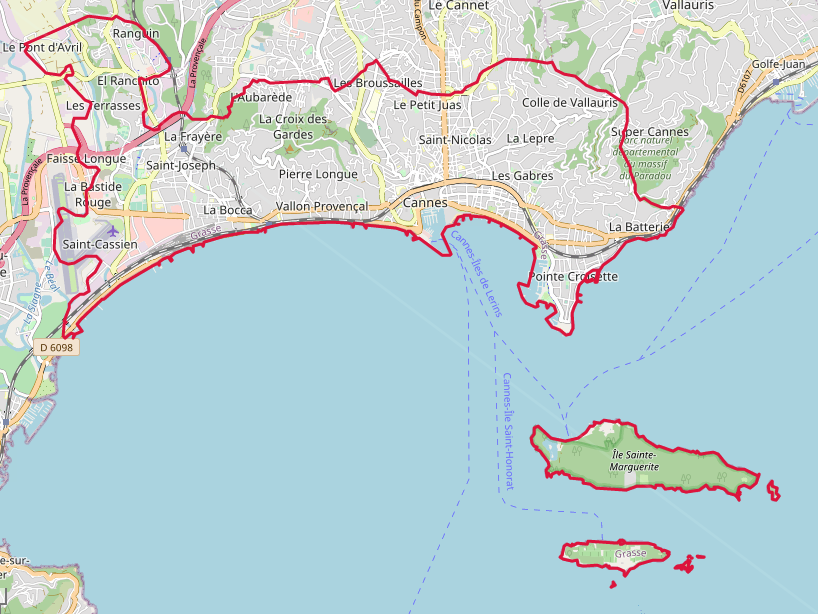
Carte OpenStreetMap de Cannes.

Dans les secteurs fortement urbanisés comme à Cannes, les « vallons » sont particulièrement surveillés dans le cadre du plan de prévention du risque inondation et dans les études d'impact des projets de travaux, notamment depuis les intempéries qualifiées d'historiques du 3 octobre 2015.
Ils sont orientés nord-sud, avec de fortes pentes en amont, et sont canalisés et couverts en aval. Dans la zone de la plaine de Laval, ils sont des affluents de la Siagne qui se jette dans la baie de Cannes à Mandelieu-la-Napoule, du Béal ou de la Petite et de la Grande Frayère dont l'embouchure se situe au port du Béal, des vallons côtiers de Roquebillière et du Devens à La Bocca dans l'ouest de Cannes. Plus à l'est, ils irriguent les zones collinaires de la Croix-des-Gardes et de la Californie et confluent avec les vallons du Riou et de la Foux dans le centre, ou se jettent directement dans la Méditerranée,.
Une vingtaine de vallons, se jetant directement ou dont les confluents se jettent dans la baie de Cannes, apparaissent sur la cartographie du réseau hydrographique du littoral cannois. Ce sont, d'ouest en est après le vallon de Roquebillière, le Devens et ses affluents, les vallons de Font-de-Veyre, Pierre Longue, Saint-Georges, le Vallon provençal et le Riou, qui se jettent directement en baie de Cannes au niveau de la Croix-des-Gardes, les deux Poussiat à l'ouest du Suquet, le Châtaignier, la Foux et ses affluents la Lèpre, Terréfial, Bénéfiat et Pezou, au niveau du Centre - Croisette, les Gabres et la Baume à l'ouest de la Pointe Croisette, la Californie, Cros-Vieil, Beau-Désert et la Mauvarre à l'est de la Californie,.